# NGC 4586
NGC 4586 é uma galáxia espiral (Sa) localizada na direcção da constelação de Virgo. Possui uma declinação de +04° 19' 07" e uma ascensão recta de 12 horas, 38 minutos e 28,3 segundos.
A galáxia NGC 4586 foi descoberta em 2 de Fevereiro de 1786 por William Herschel.